# Pływanie na Letnich Igrzyskach Olimpijskich 1972 – 100 m stylem motylkowym kobiet
100 m stylem motylkowym kobiet – jedna z konkurencji pływackich rozgrywanych podczas XX Igrzysk Olimpijskich w Monachium. Eliminacje i półfinały odbyły się 31 sierpnia, a finał 1 września 1972 roku.
Złoty medal zdobyła Japonka Mayumi Aoki, czasem 1:03,34 ustanawiając nowy rekord świata. Srebro wywalczyła reprezentantka NRD Roswitha Beier, która pobiła rekord Europy (1:03,61). Na najniższym stopniu podium znalazła się Andrea Gyarmati, poprawiając rekord Węgier (1:03,73).
Dzień wcześniej, w eliminacjach rekord olimpijski poprawiały kolejno: Mayumi Aoki i Andrea Gyarmati. Kilka godzin później, ta ostatnia w półfinale pobiła rekord świata (1:03,80). 

## Rekordy
Przed zawodami rekord świata i rekord olimpijski wyglądały następująco:
| Rekord            | Zawodniczka    | Czas   | Miejsce | Data                 |       |
| ----------------- | -------------- | ------ | ------- | -------------------- | ----- |
| Rekord świata     | Mayumi Aoki    | 1:03,9 | Tokio   | 21 lipca 1972        | [ 1 ] |
| Rekord olimpijski | Sharon Stouder | 1:04,7 | Tokio   | 16 października 1964 | [ 2 ] |

W trakcie zawodów ustanowiono następujące rekordy:
| Data        | Etap konkurencji      | Zawodniczka     | Czas    | Rekord |
| ----------- | --------------------- | --------------- | ------- | ------ |
| 31 sierpnia | wyścig eliminacyjny 2 | Andrea Gyarmati | 1:04,01 | OR     |
| 31 sierpnia | wyścig eliminacyjny 4 | Mayumi Aoki     | 1:04,00 | OR     |
| 31 sierpnia | półfinał 1            | Andrea Gyarmati | 1:03,80 | WR     |
| 1 września  | finał                 | Mayumi Aoki     | 1:03,34 | WR     |

## Wyniki

### Eliminacje
| Miejsce | Wyścig | Zawodniczka      | Państwo           | Czas    | Uwagi |
| ------- | ------ | ---------------- | ----------------- | ------- | ----- |
| 1.      | 4      | Mayumi Aoki      | Japonia           | 1:04,00 | Q,    |
| 2.      | 2      | Andrea Gyarmati  | Węgry             | 1:04,01 | Q     |
| 3.      | 4      | Ellie Daniel     | Stany Zjednoczone | 1:04,33 | Q     |
| 4.      | 2      | Roswitha Beier   | NRD               | 1:04,34 | Q     |
| 5.      | 3      | Deena Deardurff  | Stany Zjednoczone | 1:04,80 | Q     |
| 6.      | 3      | Rosemarie Kother | NRD               | 1:04,83 | Q     |
| 7.      | 3      | Noriko Asano     | Japonia           | 1:04,97 | Q     |
| 8.      | 1      | Dana Shrader     | Stany Zjednoczone | 1:05,09 | Q     |
| 9.      | 4      | Gudrun Beckmann  | RFN               | 1:05,26 | Q     |
| 10.     | 1      | Edeltraud Koch   | RFN               | 1:05,29 | Q     |
| 11.     | 4      | Heike Nagel      | RFN               | 1:05,64 | Q     |
| 12.     | 4      | Marilyn Corson   | Kanada            | 1:06,26 | Q     |
| 13.     | 2      | Eva Wikner       | Szwecja           | 1:06,70 | Q     |
| 14.     | 1      | Frieke Buys      | Holandia          | 1:06,89 | Q     |
| 15.     | 1      | Margrit Thomet   | Szwajcaria        | 1:07,28 | Q     |
| 16.     | 2      | Iryna Ustymenko  | ZSRR              | 1:07,44 | Q     |
| 17.     | 3      | Sue Funch        | Australia         | 1:07,51 |       |
| 18.     | 3      | Jean Jeavons     | Wielka Brytania   | 1:07,64 |       |
| 19.     | 3      | Věra Faitlová    | Czechosłowacja    | 1:08,18 |       |
| 20.     | 2      | Aurora Chamorro  | Hiszpania         | 1:08,39 |       |
| 21.     | 1      | Brenda McGrory   | Irlandia          | 1:08,52 |       |
| 22.     | 1      | Donatella Talpo  | Włochy            | 1:08,98 |       |
| 23.     | 2      | Leslie Cliff     | Kanada            | 1:09,29 |       |
| 24.     | 1      | Susan Smith      | Kanada            | 1:09,38 |       |
| 25.     | 4      | Judit Turóczy    | Węgry             | 1:09,73 |       |
| 26.     | 4      | Ileana Morales   | Wenezuela         | 1:10,37 |       |
| 27.     | 3      | Tay Chin Joo     | Singapur          | 1:10,92 |       |
| 28.     | 2      | Hsu Yue-yun      | Republika Chińska | 1:11,67 |       |
| 29.     | 3      | Susana Saxlund   | Urugwaj           | 1:11,90 |       |
| 30.     | 1      | Norma Amezcua    | Meksyk            | 1:12,23 |       |

### Półfinały

#### Półfinał 1
| Miejsce | Zawodniczka      | Państwo           | Czas    | Uwagi |
| ------- | ---------------- | ----------------- | ------- | ----- |
| 1.      | Andrea Gyarmati  | Węgry             | 1:03,80 | Q,    |
| 2.      | Roswitha Beier   | NRD               | 1:04,36 | Q     |
| 3.      | Dana Shrader     | Stany Zjednoczone | 1:04,54 | Q     |
| 4.      | Rosemarie Kother | NRD               | 1:04,64 |       |
| 5.      | Edeltraud Koch   | RFN               | 1:05,28 |       |
| 6.      | Frieke Buys      | Holandia          | 1:06,78 |       |
| 7.      | Marilyn Corson   | Kanada            | 1:06,78 |       |
| 8.      | Iryna Ustymenko  | ZSRR              | 1:07,76 |       |

#### Półfinał 2
| Miejsce | Zawodniczka     | Państwo           | Czas    | Uwagi |
| ------- | --------------- | ----------------- | ------- | ----- |
| 1.      | Deena Deardurff | Stany Zjednoczone | 1:03,97 | Q     |
| 2.      | Mayumi Aoki     | Japonia           | 1:04,11 | Q     |
| 3.      | Ellie Daniel    | Stany Zjednoczone | 1:04,25 | Q     |
| 4.      | Gudrun Beckmann | RFN               | 1:04,52 | Q     |
| 5.      | Noriko Asano    | Japonia           | 1:04,53 | Q     |
| 6.      | Heike Nagel     | RFN               | 1:06,48 |       |
| 7.      | Margrit Thomet  | Szwajcaria        | 1:07,12 |       |
| 8.      | Eva Wikner      | Szwecja           | 1:07,53 |       |

### Finał
| Miejsce | Zawodniczka     | Państwo           | Czas    | Uwagi |
| ------- | --------------- | ----------------- | ------- | ----- |
| 1. !    | Mayumi Aoki     | Japonia           | 1:03,34 | WR    |
| 2. !    | Roswitha Beier  | NRD               | 1:03,61 | ER    |
| 3. !    | Andrea Gyarmati | Węgry             | 1:03,73 | NR    |
| 4.      | Deena Deardurff | Stany Zjednoczone | 1:03,95 | AM    |
| 5.      | Dana Shrader    | Stany Zjednoczone | 1:03,98 |       |
| 6.      | Ellie Daniel    | Stany Zjednoczone | 1:04,08 |       |
| 7.      | Gudrun Beckmann | RFN               | 1:04,15 |       |
| 8.      | Noriko Asano    | Japonia           | 1:04,25 |       |